# Elphos pallida
Elphos pallida är en fjärilsart som beskrevs av Rothschild 1915. Elphos pallida ingår i släktet Elphos och familjen mätare. Inga underarter finns listade i Catalogue of Life.